# 淮西兵變
淮西兵變，又稱酈瓊兵變，是紹興六年（1136年），南宋在淮西軍務的重大挫敗。統制官酈瓊率劉光世舊部四萬及官吏家眷百姓近二十萬，大肆掠奪後，渡淮投靠劉豫的事件。

## 背景
紹興五年，張浚出任右僕射兼知樞密院事、都督諸路軍馬，不但與趙鼎並相，更掌握軍政大權。面對“大將專兵，地方權重”的局面，張浚推動許多措施，以強化中央軍政權威的行動。除了廢罷鎮撫使外，他並擴大都督府的職權。由大臣兼任都督，並增加都督府節制軍隊的數量。
此外，張浚對北方採取更積極進取的戰略部署。紹興六年二月，命韓世忠據承、楚，以圖淮陽；劉光世屯合肥以招淮北；張俊由建康進屯盱胎，楊沂中領精兵佐俊後翼；岳飛屯襄陽以窺中原。三月，任命韓世忠為淮東宣撫處置使兼節制鎮江府，徙鎮楚州；岳飛為湖北京西宣撫副使，軍襄陽；吳玠為川陝宣撫副使，軍興州。八月，宋高宗宣詔將士將親征，並移師蹕駐平江。韓世忠之部敗齊兵於宿遷，岳飛又克復鎮汝軍，收復京西長水縣及虢州盧氏縣。
張浚的一連串舉動，使劉豫備感威脅，在向金國求援不遂後，命其子侄劉麟、劉猊等分三路南侵。時南宋諸將都駐守在要路上，但負責淮西防務的劉光世，僅派少數士兵進屯廬州，主力留駐於當塗，江北空虛。朝廷大臣及劉光世、張俊均力主退保江南，依江為守。張浚力排眾議，一方面視師江上，積極備戰，並遺書告誡劉光世、張俊不可退保。另一方面，上書高宗反對守江及令岳軍東下之議。張浚令張俊、楊沂中協防淮西，並派人督促劉光世還軍廬州，聲言：「若有一人渡江，即斬以徇。」迫使劉光世改與楊沂中配合，並派部將王德、酈瓊率精兵，擊敗劉豫部將，孫暉、楊沂中也擊則齊軍，使齊軍匆匆北退。 
主張保守的趙鼎與主張積極進取的張浚在軍政問題上，意見多有衝突。淮西大捷後，張浚聲望日上，趙鼎只得求去，張浚遂獨相。 
張浚於紹興六年十二月，以劉光世驕惰不戰，不可為大將，請解除兵權。紹興七年一月，張浚與言官論奏劉光世不已，劉光世於是引疾乞祠。三月，高宗車駕抵建康後，改命劉光世為萬壽觀使奉朝請，封榮國公，罷其兵權。

## 事變
劉光世部將中，王德與酈瓊同為統制，本已不合，劉光世解職後，矛盾加深。高宗命王德為都統制，引起酈瓊不滿。朝廷獲知劉光世舊部軍情不穩，命王德率所部軍撤回建康，聽都督府節制。並令刑部侍郎兼都督行府參議軍事呂祉至廬州節制酈瓊部隊。中书舍人張燾、资政殿学士叶梦得一再提醒張浚，呂祉只是一介文士，“不更軍旅，何得輕付。”張浚不聽。呂祉至廬州後，表面上安撫酈瓊，暗中向朝廷請求罷酈瓊兵權，又任意更換、斥去劉光世舊部將領，挑撥王德、酈瓊之間的不合。加以用嚴苛的態度，督責紀律散渙的劉光世舊部。酈瓊對王德已久生不滿，呂祉的嚴苛態度使他更加不滿。在獲知呂祉請求罷其兵權的文書後，遂起叛宋之心。紹興七年八月，酈瓊殺呂祉，擄廬州官員，率部眾四萬，官員、眷屬、百姓共二十萬，大肆掠奪後，渡淮投降劉豫。

## 影響
淮西兵變對宋高宗建立不久的南宋朝廷造成極大的震撼，一度恢復的士氣，又受到重大的挫折。張浚因此被罷，貶居永州。一度罷去的趙鼎，重新復相，並大舉排斥張浚的親信。他留任秦檜為樞密使，參贊軍機重務。在軍務上，再度回復保守的戰略，高宗再度移歸臨安。兵變加劇宋高宗對武將的不信任，更堅定其對金議和的政策。